# Mountain City (Teksas)
Mountain City je grad u američkoj saveznoj državi Teksas. Prema popisu stanovništva iz 2010. u njemu je živjelo 648 stanovnika.